# Aeronaves TSM
Aeronaves TSM ist eine 1994 gegründete mexikanische Charter- und Frachtfluggesellschaft mit Hauptsitz in Saltillo, Mexiko und Basis am Flughafen Pointe-à-Pitre auf Guadeloupe.
Im Jahr 2021 wurden von der Gesellschaft 77.110 t Fracht transportiert.

## Flotte
Mit Stand November 2023 besteht die Flotte aus 58 Flugzeugen mit einem Durchschnittsalter von 35,1 Jahren:
| Flugzeugtyp               | aktiv | bestellt | Anmerkungen  | Sitzplätze | Alter      |
| ------------------------- | ----- | -------- | ------------ | ---------- | ---------- |
| Boeing 737-300            | 02    |          |              | Fracht     | 33,8 Jahre |
| Boeing 737-400            | 10    |          | eine inaktiv | Fracht     | 30,4 Jahre |
| Bombardier CRJ-100        | 03    |          |              | Fracht     | 7,8 Jahre  |
| Bombardier CRJ-200        | 14    |          | zwei inaktiv | Fracht     | 24,1 Jahre |
| McDonnell Douglas DC-9-10 | 05    |          |              | Fracht     |            |
| McDonnell Douglas DC-9-30 | 09    |          |              | Fracht     |            |
| McDonnell Douglas MD-82   | 04    |          |              | Fracht     | 34,1 Jahre |
| McDonnell Douglas MD-83   | 11    |          |              | Fracht     | 32,1 Jahre |
| Gesamt                    | 58    |          | drei inaktiv |            |            |

Rzjets.net listet noch 16 Fairchild Swearingen Merlin IV/Metro (davon 4 inaktiv) und eine Cessna 550 Citation.
Auf der Webseite des Unternehmens wird noch eine Convair CV-640 angegeben.

### Ehemalige Flugzeugtypen
Folgende Flugzeugtypen wurden in der Vergangenheit verwendet:
- BAe 125
- Cessna 500 Citation
- Convair 240/600
- Convair 340/440/580/640
- Convair CV-440
- Learjet 23
- Learjet 24
- Piper PA-31 Navajo